# 格列切湖
55°59′08″N 31°05′21″E / 55.98556°N 31.08917°E
格列切湖（俄语：Грече），是俄羅斯的湖泊，位於該國西北部，由普斯科夫州負責管轄，處於庫尼亞區，面積1.8平方公里，集水區面積87.01平方公里，平均水深2.3米，最大水深5.4米。